# Helen Merrill Sings Folk
Helen Merrill Sings Folk — студийный альбом американской певицы Хелен Меррилл, выпущенный в 1966 году в Японии на лейбле London Records. Аранжировки для альбома сделали Масао Яги и Норио Маэда.

## Отзывы критиков
| Оценки критиков | Оценки критиков |
| Источник        | Оценка          |
| --------------- | --------------- |
| AllMusic        | [ 1 ]           |

Джейсон Анкени из AllMusic написал: «Хелен Меррилл не просто поёт народные песни на этой редкой японской сессии: она трансформирует их, вдыхая новую жизнь и смысл как в классические баллады пыльного котла, так и в современные гимны кофеен. Норио Маэда и Масао Яги в нежных, но ярких аранжировках переделывают знакомые песни, такие как „Blowin’ in the Wind“, „Where Have All the Flowers Gone“ и „Motherless Child“, отказываясь от заезженных народных традиций в пользу просторного, насыщенного нюансами джаза. Теплый, вдумчивый вокал Меррилл неизменно наполняет тексты новым смыслом, выражая чувства и переживания, которые универсальны, но в то же время глубоко интимны».

## Список композиций
1. «Donna Donna» (Арн Цейтлин, Шолом Секунда) — 3:17
2. «Danny Boy» (Фредерик Уэзерли) — 2:40
3. «Belowin’ in the Wind» (Боб Дилан) — 3:35
4. «Lullaby of Chugoku-Chiho» (Косаку Ямада) — 3:23
5. «Black Is the Colour» (народная) — 3:21
6. «Where Have All the Flowers Gone» (Пит Сигер) — 4:10
7. «Motherless Child» (народная) — 4:52
8. «What Have They Done to the Rain» (Мальвина Рейнольдс) — 3:09
9. «Wayfarin’ Stranger» (народная) — 1:46
10. «Greensleeves» (народная) — 3:03
11. «Lullaby of Itsuki» (народная) — 3:48
12. «The Last Rose of Summer» (Томас Мур) — 2:50

## Участники записи
- Аранжировка — Масао Яги (2, 3, 4, 7, 10), Норио Маэда (1, 5, 6, 8, 11, 12)
- Вокал — Хелен Меррилл
- Звукорежиссёр — Кадзуро Нагао